# 加泰罗尼亚人民共产党

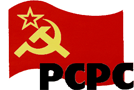
加泰罗尼亚人民共产党标志

加泰罗尼亚人民共产党（缩写为PCPC）是西班牙加泰罗尼亚自治区的一个共产主义政党。该党由一些因意识形态分歧被加泰罗尼亚共产党人党开除的成员组建。该党的意识形态是共产主义、马克思列宁主义。该党的政治立场是极左翼。该党的总书记是恩里克·略雷特。该党的青年翼是加泰罗尼亚人民青年共产主义者。该党与西班牙人民共产党保持协作关系。